# 엔드로~!
엔드로~!(일본어: えんどろ~！, Endro!)은 스튜디오 고쿠미의 일본 오리지널 애니메이션 TV 시리즈이다. 이 시리즈는 2019년 1월부터 3월까지 일본에서 방영되었으며, 만화 각색판은 2018년 8월 9일부터 2019년 2월 15일까지 연재되었다. 애니메이션 시리즈는 크런치롤-퍼니메이션 파트너십에 따라 북미에서 라이선스를 받았다.

## 구성
나랄섬에서는 영웅 율리아 "유샤" 샤르디에트와 그녀의 친구들이 라파네스타 왕국을 괴롭히는 마왕과 대결한다. 그러나 봉인 주문이 잘못되어 소녀들은 실수로 마왕을 유샤가 영웅이 되기 전의 시간으로 되돌려 보낸다. 어린 소녀의 몸집으로 되돌아간 마왕(마오)은 유샤가 미래에 영웅이 되지 않도록 쫓아내기 위해 유샤의 모험 학교의 교사가 된다.